# Doctor of Business Administration

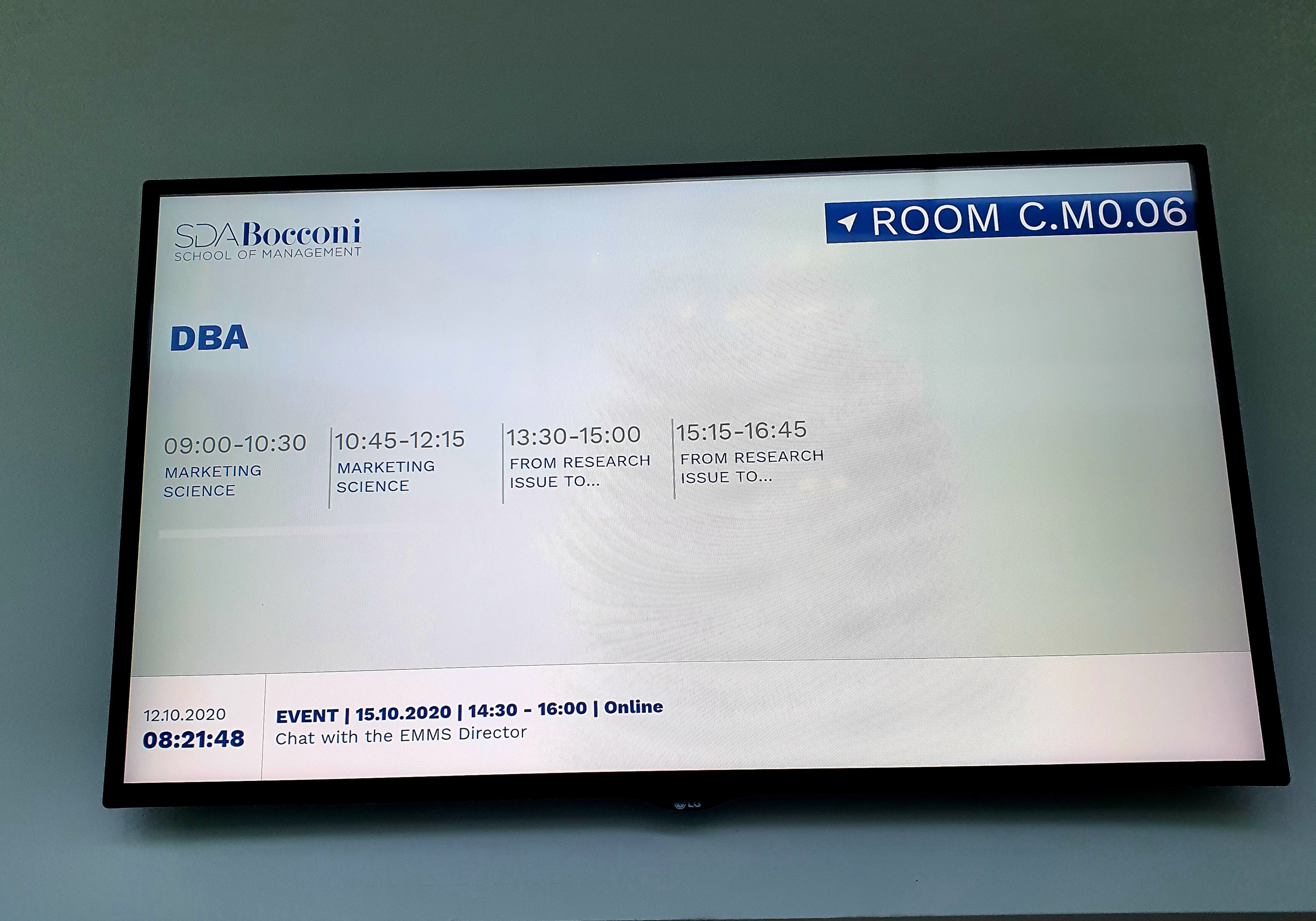
Orario tipo di lezioni in presenza per un programma DBA

Il Dottorato in Business Administration (DBA) è un percorso universitario post laurea magistrale (3º livello - Processo di Bologna) di durata triennale o quadriennale focalizzato all'apprendimento di metodi di ricerca, al completamento di un progetto di ricerca e alla stesura della tesi di dottorato in ambito di management, di economia aziendale o argomenti ad essa affini.
Il corso di DBA viene disciplinato in Italia dall'Art. 3 comma 9 del Decreto Ministeriale n.270 del 22 ottobre 2004 e pertanto differisce formalmente dal Dottorato di Ricerca disciplinato invece con l'Art. 4 della Legge 3 luglio 1998. 
Sebbene anche in Italia il programma del DBA sia incentrato sull'apprendimento di metodi di ricerca scientifici ed il suo completamento concede di fregiarsi del titolo di Dottore al di fuori del territorio Italiano (anglosassone Doctor), esso non concede l'utilizzo del titolo di Dottore di Ricerca disciplinato dall'Art. 6 Comma 3 del Decreto n. 224 del 30 aprile 1999 e dall'Art. 19 della Legge 240 del 2010. 
Pertanto il Dottorato (Doctorate) in Business Administration non va confuso con il corrispettivo PhD (Philosophiae Doctorate) in Business Administration.
Il percorso di DBA si differenzia da quello del PhD per la connotata caratteristica dei partecipanti al programma, che devono possedere un significativo numero di anni di esperienza lavorativa. Nel caso di un Dottorato di Ricerca (PhD) l'esperienza lavorativa non è richiesta. Il progetto di ricerca infatti per il DBA si pone a congiunzione della pregressa esperienza lavorativa del candidato e dei metodi di ricerca che apprende durante il percorso accademico.
L'accesso ad un DBA prevede che i candidati siano già in possesso di una laurea magistrale o di un MBA.

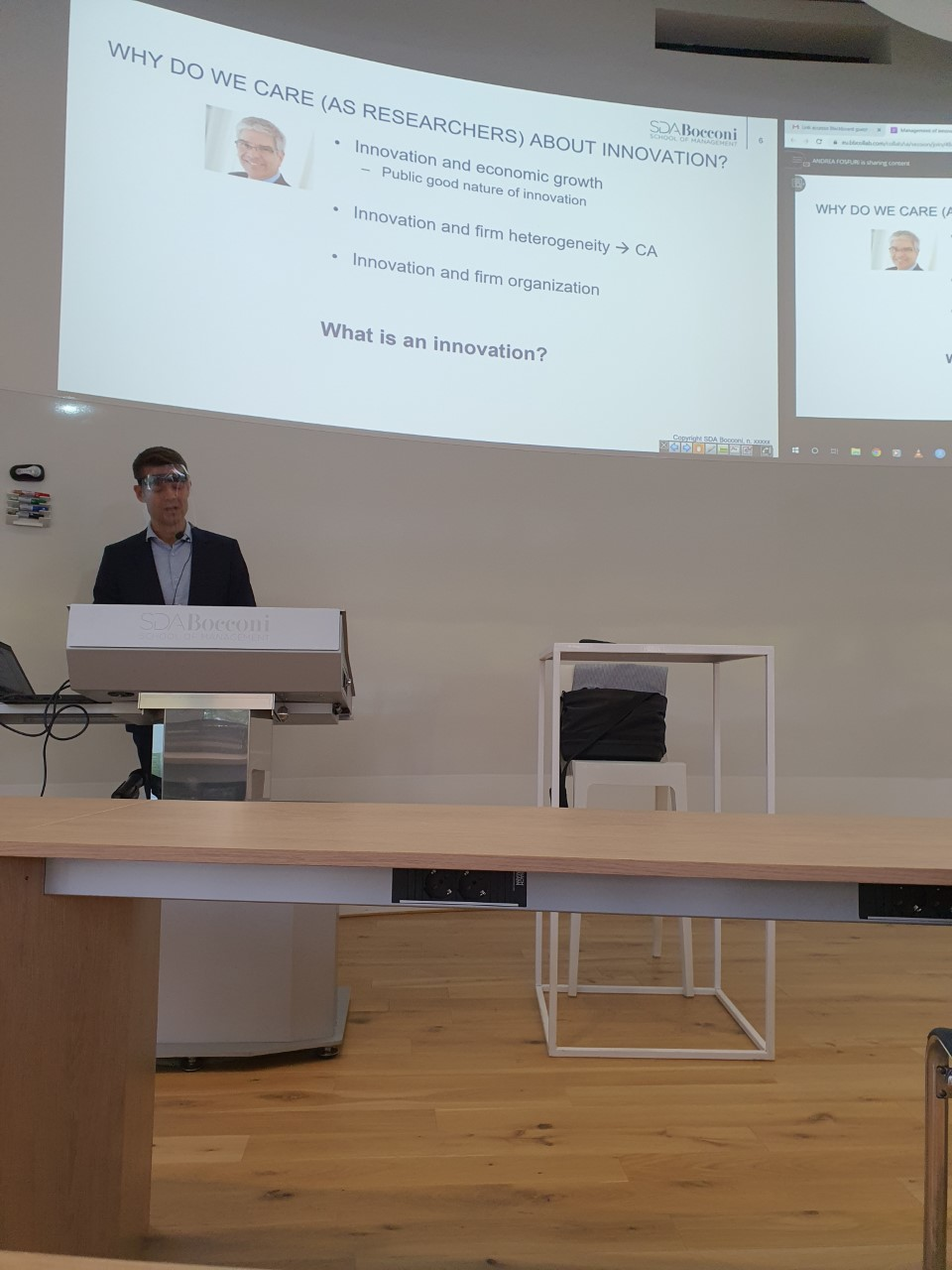
Sessione in presenza di un corso per il programma DBA dell'Università Bocconi di Milano.

Le università Europee che offrono programmi DBA afferiscono a EDAMBA (The European Doctoral Programmes Association in Management and Business Administration).